# Décembre 1928

## Événements
- À la session annuelle du Congrès à Calcutta, Gandhi réussit à imposer un compromis aux différentes tendances du Parti du Congrès : l’objectif est de demander le statut de dominion au sein de l’Empire, mais si les Britanniques ne cèdent pas avant la fin de l’année suivante, le Congrès réclamerait alors l’indépendance totale.
- Premier vol du Potez 25 TOE.

- 3 décembre : catastrophe à Rio de Janeiro : un hydravion dans lequel a pris place l'élite intellectuelle du Brésil pour saluer à son arrivée au pays natal le « père de l'aviation », Santos-Dumont, s'abîme dans l'océan à proximité du paquebot « Cap Arcona ».

- 7 décembre : premier vol du de Havilland DH.75 Hawk Moth.

- 15 décembre au 25 février 1929 : la Royal Air Force organise une vaste opération d'évacuation en Afghanistan. 586 personnes et 13 tonnes de fret sont transportés par avion de Kaboul à Karachi.

- 17 décembre : mémorandum Clark qui désavoue le corollaire Roosevelt et la doctrine Monroe.

- 19 décembre : premier vol de l'autogyre Pitcairn-Cierva PCA-1.

## Naissances
- 6 décembre : Stanley Clinton-Davis, personnalité politique britannique, baron Clinton-Davis († 11 juin 2023).
- 7 décembre : Noam Chomsky, linguiste américain.
- 8 décembre
  - Jimmy Smith, organiste de jazz américain († 8 février 2005).
  - Roberto Soler, peintre français.
- 10 décembre : Murlidhar Chandrakant Bhandare, homme politique indien.
- 15 décembre : Friedensreich Hundertwasser († 19 février 2000), artiste, peintre, penseur et architecte autrichien.
- 16 décembre : Philip K. Dick († 2 mars 1982), auteur américain de romans et de nouvelles de science-fiction.
- 16 décembre : 
  - Friedrich Wilhelm Schnitzler († 15 juillet 2011), chef d'entreprise et homme politique allemand membre de la CDU.
  - Terry Carter, acteur américain († 23 avril 2014).
- 21 décembre : Ed Nelson, acteur américain († 9 août 2014).
- 28 décembre : Öyvind Fahlström, peintre, écrivain et poète suédois († 9 novembre 1976).
- 29 décembre : Bernard Cribbins, acteur et chanteur († 28 juillet 2022).
- 31 décembre : Siné, dessinateur († 5 mai 2016).

## Décès
- 10 décembre : Charles Rennie Mackintosh, architecte, concepteur écossais, faisant partie du mouvement Arts and Crafts et principal porte-parole de l'Art nouveau en Écosse (° 7 juin 1868).